# Ambar avec kotobanja situé 17 rue Žike Maričića à Kupinovo
L'ambar avec kotobanja situé 17 rue Žike Maričića à Kupinovo (en serbe cyrillique : Амбар са котобањом, Жике Маричића 17 у Купинову ; en serbe latin : Ambar sa kotobanjom, Žike Maričića 17 u Kupinovu) se trouve à Kupinovo, dans la province de Voïvodine, dans le district de Syrmie et dans la municipalité de Pećinci, en Serbie. Il est inscrit sur la liste des monuments culturels de grande importance de la république de Serbie (identifiant no SK 1268).

## Présentation
L'ambar (grenier) avec sa kotobanja (sorte de séchoir à maïs), situé 17 rue Žike Maričića, a été construit en 1909 par le maître d'œuvre Paja Čarapić de Kupinovo avec l'aide de Jovan Dikić.
L'ambar est constitué de briques enduites de plâtre, tandis que la kotobanja a été construite en bois.